# 莫艺昌
莫艺昌（1904年—1990年），浙江萧山人，中国政治人物，中国民主建国会中央委员会常务委员，政协第一届全体会议代表，第四、五、六届全国政协委员。